# Dobrava pri Konjicah
Dobrava pri Konjicah este o localitate din comuna Slovenske Konjice, Slovenia, cu o populație de 87 de locuitori.